# 九三学社福建省委员会
九三学社福建省委员会，简称九三学社福建省委、九三福建省委、福建九三学社，是九三学社在福建省的地方组织。